# Операција Маестрал 2
Операција Маестрал 2 је назив заједничке војне операције хрватских и бошњачких снага у којој су исте убиле 655 и прогнале око 125.000 српских становника Републике Српске. Ова војна операција ја била наставак операције Олуја и претходница операцији Јужни потез. Трајала је од 8. септембра до 17. септембра 1995. године. Операција Маестрал 2 је била прва већа војна операција удружених снага ХВ-а, ХВО-а и Армије Р. БиХ, у којој су окупирани већи простори Републике Српске укључујући градове Дрвар, Шипово, Јајце, Босански Петровац, Босанска Крупа и Кључ. Операција Маестрал 2 се састојала од две повезане офанзиве.

## Ток операције
Заједничка хрватско-бошњачка операција је почела у петак, 8. септембра из правца Гламоча и Купреса — прве српске линије су биле разбијене и у руке 4. и 7. хрватској гардијској бригади пада планински врх Велики Виторог, висок 1.906 мнм, одакле се контролише широко подручје од Купрешког поља и Гламоча све до Шипова, Јајца и Мркоњић Града. Насупрот хрватским снагама било је 7 лаких пешадијских, слабо попуњених српских бригада, једна моторизована бригада и два оклопна батаљона 2. Крајишког корпуса ВРС.
У исто време крећу нападне операције 5. корпуса Армије Р. БиХ под заповедништвом генерала Атифа Дудаковића из правца Бихаћа према планинама Грмеч и Босанском Петровцу те према Босанској Крупи. 7. корпус Армије Р. БиХ под заповедништвом генерала Мехмеда Алагића покреће жесток напад на Доњи Вакуф.
Упоредно с тим, Армија Р. БиХ покреће и операције према другим стратешким подручјима, па тако у понедељак 11. септембра 1995. освајају место Возућа, а наредних дана и део планине Озрен. У нападу на Возућу је у саставу Армије Р. БиХ учествовао одред Ел Муџахедин, који су чинили углавном добровољци из исламских земаља.
Сутрадан, у уторак, 12. септембра, снаге 4. гардијске бригаде ХВ-а заузимају градић Шипово.
Следећег дана, 13. септембра, 7. гардијска бригада заузима Дрвар, док 4. гардијска бригада заузима град Јајце. Истог дана пада и Доњи Вакуф у руке 7. корпуса Армије Р. БиХ.
На јужном ратишту, ХВ и ХВО су освојили неколико брда с којих се могао надзирати град Требиње.
Дана 15. септембра 1995. јединице 5. корпуса Армије Р. БиХ заузимају Босански Петровац, а идућег дана и градић Кључ.
Наредног дана, 17. септембра, 5. корпус Армије Р. БиХ заузима и Босанску Крупу.
Након седам дана борби, операција се завршава. Заузето је подручје широко 100 и дубоко 25 километара на којем су били важни превоји Оштрељ и Млиниште, а између ХВ-а и Бање Луке остао је још само градић Мркоњић Град, који је заузет у акцији Јужни потез. Витално српско упориште, Бања Лука, сада је постао реални следећи циљ, чије заузимање би значило тотални пораз српских снага у Босни и Херцеговини.

## Ратни злочини и разарања
Агресија хрватско-муслиманских снага је Републици Српској одломила комад по комад територије и покренула хиљаде избеглица које су се у колонама сливале према Приједору и Бањој Луци.
Хашка пресуда генералима Анти Готовини и Младену Маркачу иницирала је оптужницу од стране тужилаштва Босне и Херцеговине против високих официра Војске Републике Хрватске и Хрватског већа одбране који су 1995. учествовали у операцијама Маестрал 2 и Јужни потез у Републици Српској.
На попису осумњичених, осим генерала Готовине, налазе се и: Рахим Адеми, Дамир Крстичевић, Миљенко Филиповић, Љубо Ћесић Ројс, Станко Сопта, Златан Мијо Јелић, Жељко Гласновић, Слободан Матенда и други.